# Regalianus
P. C. (assius) Regalianus (260-ben halt meg) egy daciai tábornok volt,aki rövid ideig a Római Birodalom császára volt. Azok gyilkolták meg, akik hatalomra emelték.  
A fő információforrás róla a megbízhatatlan  Historia Augusta. További források: Eutropius , aki Trebellianusnak hívja, és Aurelius Victor.  Valószínűleg szenátor rangú volt, és Valerianus császár alatt kapott katonai előléptetést.

## Uralkodása
Valerianus császár keleti vereségét és elfogását (260) követően a határ menti lakosság bizonytalanul érezte magát, és megválasztotta saját császárait, abból a célból, hogy megvédhesse magát a barbárok támadásaitól. A lakosság és a hadsereg Pannónia provinciában Ingnenuus-t emelte trónra, de a törvényes uralkodó, Gallienus legyőzte a bitorlót.
Gallienus ezek után Itáliába ment,  hogy az alemannok inváziójával foglalkozzon. A szarmaták fenyegetésével szembesülve a helyi lakosság Regalianust császárrá választotta, aki pedig feleségét, a nemesi származású Sulpicia  Dryantillát augustává tette. Regalianus ezt követően bátran harcolt a szarmatákkal. Röviddel a győzelme után saját népe és a roxolánokból álló csapata megölte.